# Cholius luteolaris
Cholius luteolaris là một loài bướm đêm trong họ Crambidae.